# Hiller (Familienname)
Hiller ist ein im deutschen Sprachraum verbreiteter Familienname:

## Namensträger

### A
- Albert Hiller (* 1951), deutscher Publizist und Musikherausgeber
- Alfred Hiller (1903–1934), deutscher Politiker (KPD), MdL Preußen
- Anton Hiller (1893–1985), deutscher Bildhauer und Maler
- Armin Hiller (* 1938), deutscher Diplomat
- Arnold Hiller (1847–1919), deutscher Sanitätsoffizier und Hochschullehrer
- Arthur Hiller (Mediziner) (1878–1949), deutsch-jüdischer Arzt
- Arthur Hiller (Fußballspieler) (1881–1941), deutscher Fußballspieler
- Arthur Hiller (Regisseur) (1923–2016), kanadischer Filmregisseur
- Arthur Hiller (Rennfahrer), deutscher Motorradrennfahrer
- August Hiller von Gaertringen (1772–1856), deutscher General
- Axel Hiller (* 1989), österreichischer Musikwissenschaftler und Kulturmanager

### B
- Bernd Hiller (* 1942), deutscher Eishockeyspieler
- Bob Hiller (* 1942), englischer Rugby-Union-Spieler

### C
- Christian Hiller (1880–1951), österreichischer Politiker und Geistlicher
- Christian Hiller von Gaertringen (* 1964), deutscher Wirtschaftsjournalist

### D
- Detlef Hiller (* 1964), deutscher Theologe, Politologe, Pädagoge und Hochschullehrer
- Dietmar Hiller (* 1958), deutscher Musikwissenschaftler und Organist

### E
- Eduard Hiller (Dichter) (1818–1902), deutscher Dichter
- Eduard Hiller (Altphilologe) (1844–1891), deutscher Klassischer Philologe
- Emilie Hiller (1871–1943), deutsche Politikerin (SPD)
- Ernest Theodore Hiller (1883–1966), US-amerikanischer Soziologe
- Ernst Hiller (1928–2008), deutscher Motorradrennfahrer
- Erwin Ottmar Hiller (1908–1988), deutscher Schauspieler
- Eva Hiller (* 1950), deutsche Regisseurin, Drehbuchautorin und Filmproduzentin

### F
- Ferdinand von Hiller (1811–1885), deutscher Komponist
- Frank Hiller (1920–1987), US-amerikanischer Baseballspieler
- Franz Hiller (Politiker) (* 1948), österreichischer Politiker (ÖVP)
- Franz Hiller (Fußballspieler) (* 1950), deutscher Fußballspieler
- Friedrich Hiller (Autor) (1861–1947), deutscher Pfarrer und Schriftsteller
- Friedrich Hiller (Mediziner) (1891–1953), deutscher Neurologe
- Friedrich Hiller (Archäologe) (1926–2019), deutscher Klassischer Archäologe
- Friedrich Hiller von Gaertringen (Epigraphiker) (1864–1947), deutscher Epigraphiker und Archäologe
- Friedrich Hiller von Gaertringen (Historiker) (1923–1999), deutscher Historiker
- Friedrich Adam Hiller (1767–1812), deutscher Komponist, Dirigent, Sänger und Violinist
- Friedrich Konrad Hiller (1651–1726), deutscher Jurist und Kirchenlieddichter
- Fritz von Hiller (1844–1918), deutscher General der Infanterie
- Fritz Hiller (Architekt) (1889–1962), Schweizer Architekt und Stadtbaumeister

### G
- Gabi Hiller (Gabriele Hiller; * 1985), österreichische Radiomoderatorin
- Gabriele Hiller (Politikerin) (* 1959), deutsche Politikerin (Die Linke)
- Gabriele Hiller-Ohm (* 1953), deutsche Politikerin (SPD)
- Georg Hiller (Unternehmer, 1874) (1874–1960), deutscher Unternehmer und Autor
- Georg Hiller (Unternehmer, 1908) (auch Geo Hiller; 1908–1985), deutscher Unternehmer und Vegetarier-Funktionär
- Georg Hiller (Politiker) (* 1946), deutscher Politiker
- Georg Jakob Daniel Hiller (1794–1867), deutscher Schneider und Mundartschriftsteller, siehe Georg Jakob Daniel Hüller
- Georg Thomas Hiller (auch Georg Thomas Hüller), deutscher Papiermacher
- Gerhard Hiller (1919–2019), deutscher Ökonom, Professor für politische Ökonomie
- Gertrude Hiller (1902–1968), deutsche Tänzerin und Choreografin
- Gotthilf Hiller (* 1944), deutscher Pädagoge
- Gottlieb Hiller (1778–1826), deutscher Tagelöhner und Schriftsteller
- Guido Hiller (* 1964), deutscher Eishockeyspieler
- Gundula Gwenn Hiller, deutsche Professorin für Beratungswissenschaften
- Gustav Hiller (1863–1913), deutscher Erfinder und Industrieller

### H
- Hannes Hiller, deutscher Medienmanager
- Hans Hiller (1873–1938), deutscher Komponist, Organist und Chorleiter
- Heinrich Hiller (Politiker) (1633–1719), Schweizer Bürgermeister
- Heinrich Hiller (Maler) (1846–1912), deutscher Maler
- Hermann Hiller (Politiker) (1867–1931), deutscher Politiker
- Hermann Hiller (Heimatforscher) (1890–nach 1941), deutscher Lehrer, Heimatforscher und Archivpfleger
- Hermann Hiller (Künstler) (* 1963), deutscher Architekt und Künstler
- Holger Hiller (* 1956), deutscher Musiker

### I
- Immanuel von Hiller (1843–1919), deutscher Generalleutnant
- István Hiller (* 1964), ungarischer Historiker und Politiker

### J
- James Hiller (* 1985), deutscher Schriftsteller
- Jeferson Hiller (* 1998), deutscher Basketballspieler
- Jim Hiller (* 1969), kanadischer Eishockeyspieler und -trainer
- Jo Hiller (* 1974), deutscher Moderator, Reporter und Synchronsprecher
- Joachim Hiller (* 1933), deutscher bildender Künstler
- Johann Hiller (Mediziner) (1550–1598), deutscher Mediziner
- Johann von Hiller (1754–1819), österreichischer General
- Johann Adam Hiller (1728–1804), deutscher Komponist, Musikschriftsteller und Kapellmeister
- Johann Friedrich Hiller (1718–1790), deutscher Pädagoge, Rhetoriker und Philosoph
- Johann Friedrich von Hiller (1723–1803), kursächsischer General der Infanterie
- Johannes-Erich Hiller (1911–1972), deutscher Mineraloge und Hochschullehrer
- John Hiller (* 1943), US-amerikanischer Baseballspieler
- Jonas Hiller (* 1982), Schweizer Eishockeyspieler
- Julia Hiller (* 1987), deutsche Leichtathletin

### K
- Karin Hiller-Ewers (* 1952), deutsche Politikerin (SPD)
- Karl Hiller (1846–1905), österreichischer Jurist
- Karl August Hiller (1852–1901), Schweizer Architekt
- Karol Hiller (1891–1939), polnischer Maler, Grafiker und Lichtbildner
- Katja Hiller (* 1974), deutsche Schauspielerin und Synchronsprecherin
- Katrin Hiller (* 1973), deutsche Regisseurin und Produktionsleiterin
- Klaus Hiller (* 1951), deutscher Polizist
- Konrad Ludwig Hiller (1785–1874), Kommunalpolitiker, MdL (Württemberg)
- Kurt Hiller (1885–1972), deutscher Schriftsteller

### L
- Lejaren Hiller (Fotograf) (Lejaren Hiller Sr., 1880–1969), US-amerikanischer Fotograf
- Lejaren Hiller (Komponist) (Lejaren Hiller Jr., 1924–1994), US-amerikanischer Komponist und Chemiker

### M
- Manfred Hiller (1939–2019), deutscher Ingenieurwissenschaftler
- Marco Hiller (* 1997), deutscher Fußballspieler
- Maria Hiller-Foell (1880–1943), deutsch-ukrainische Malerin
- Marlene P. Hiller (* 1948), deutsche Historikerin und Journalistin
- Marius Hiller (1892–1964), deutsch-argentinischer Fußballspieler
- Martin Hiller (* 2000), deutscher Kanute
- Matthaeus Hiller (1646–1725), deutscher evangelischer Theologe, Geistlicher und Abt
- Matthias Hiller (* 1985), deutscher Politiker (CDU), MdB
- Max Hiller (1889–1948), deutscher Schauspieler

### P
- Paul Hiller (Komponist) (1850–1924), deutscher Komponist
- Paul Hiller (Sänger) (1853–1934), Opernsänger (Bariton), Musikkritiker und Musikschriftsteller
- Peter Hiller (* 1957), deutscher Musiker und Schauspieler
- Philipp Friedrich Hiller (1699–1769), deutscher Pfarrer und Kirchenlieddichter

### R
- Reinhold Hiller (1949–2025), deutscher Politiker (SPD)
- Rita Hiller, deutsche Filmeditorin
- Rolf Hiller (Schauspieler) (1888–1968), deutscher Schauspieler
- Rolf Hiller (Radsportler), schwedischer Radrennfahrer
- Romy Hiller (* 1981), deutsche Journalistin und Nachrichtensprecherin
- Rudolf Hiller (Ingenieur) (1894–1972), deutscher Ingenieur
- Rudolf Hiller von Gaertringen (Politiker) (1801–1866), deutscher Gutsbesitzer und Politiker, MdL Preußen
- Rudolf Hiller von Gaertringen (Kunsthistoriker) (* 1961), deutscher Kunsthistoriker
- Rudolph Hiller von Gaertringen (1771–1831), preußischer Generalmajor

### S
- Sebastian Hiller (* 1976), deutsch-schweizerischer Strukturbiologe und Biophysiker
- Silvester Hiller (1592–1663), Schweizer Mediziner und Bürgermeister
- Solomon A. Hiller (1915–1975), lettischer Chemiker
- Stanley Hiller (1924–2006), US-amerikanischer Unternehmer und Ingenieur
- Stefan Hiller (* 1942), österreichischer Klassischer Archäologe
- Susan Hiller (1940–2019), US-amerikanische Künstlerin
- Susanne Hiller (* 1979), deutsche Bühnen- und Kostümbildnerin

### T
- Theodor Hiller (1886–1951), deutscher Maler und Architekt
- Tobias Hiller (1966–2010), deutscher Chorleiter, Komponist und Hochschullehrer

### U
- Ulrike Hiller (* 1965), deutsche Politikerin (SPD)

### W
- Walter Hiller (* 1932), deutscher Politiker (SPD)
- Wendy Hiller (1912–2003), britische Schauspielerin
- Wilfried Hiller (* 1941), deutscher Komponist
- Wilhelm Hiller (Fußballspieler) (1879–1953), deutscher Fußballspieler
- Wilhelm Hiller (Geophysiker) (1899–1980), deutscher Geophysiker, Seismologe und Hochschullehrer
- Wilhelm Hiller (Sänger) (1900–1964), deutscher Opernsänger (Bass)
- Wilhelm von Hiller (General) (1806–1898), deutscher Generalleutnant
- Wilhelm Hiller von Gaertringen (1809–1866), deutscher Generalleutnant
- Wolfgang Hiller (* 1955), deutscher Psychologe, Psychotherapeut und Hochschullehrer